# L'Eixample (Alcoi)

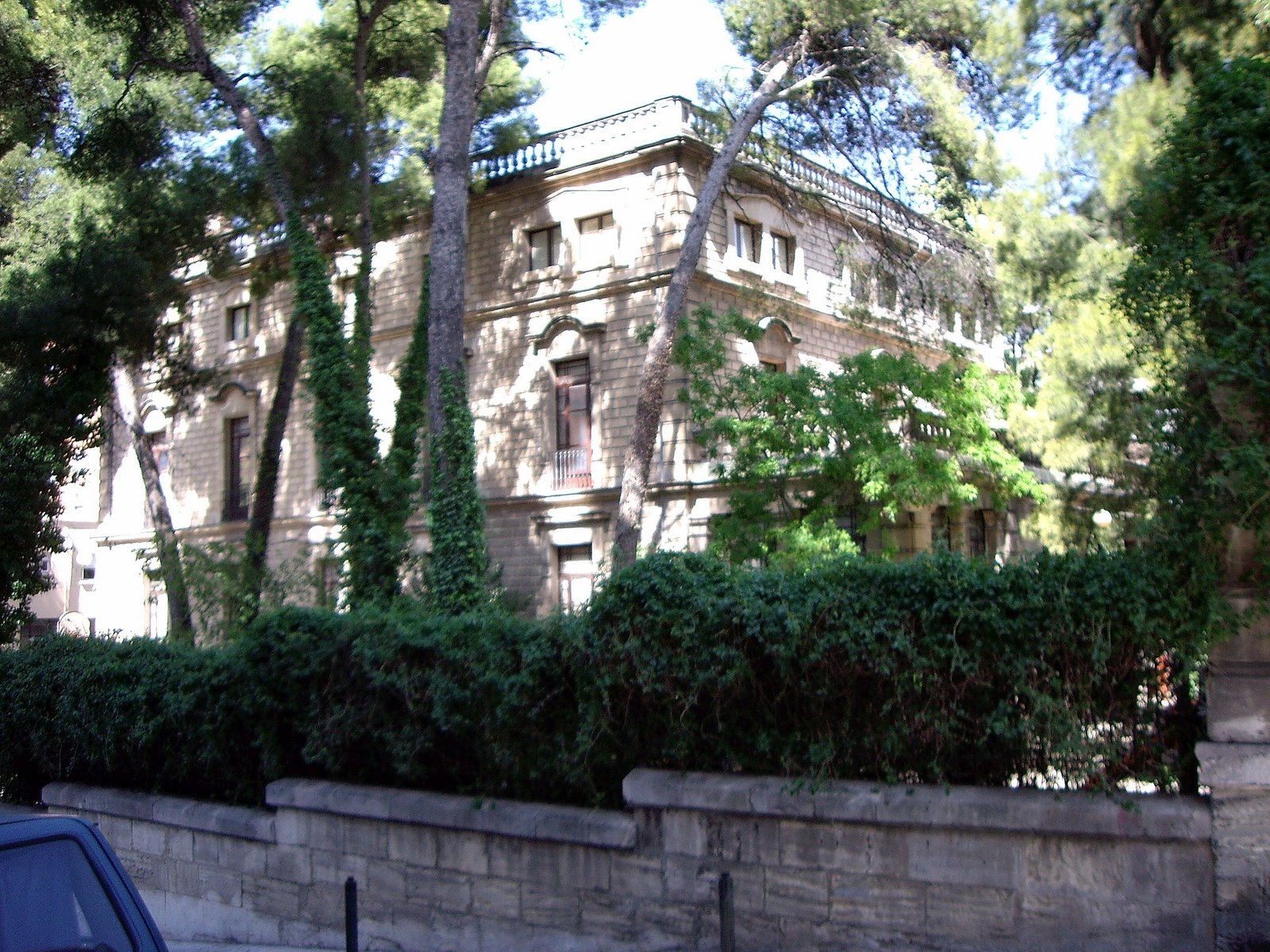
Residència comarcal "El Teix"

El barri de l'Eixemple d'Alcoi, era una antiga zona de regadiu entre el riu riquer i la Serra de Mariola a les contraforts de Sant Cristòfol (920 metres). Per poder accedir a la zona s'havia de fer servir el pont antic de Sant Roc (1731) pel barranc de Na Lloba des del portal de Riquer. Al segle xix amb la construcció del Pont de Cristina (1839) que salta el riu Riquer i del Pont de Sant Roc (Barranquet de Soler o riu Uxola) i la creació del passeig de Cervantes es crea un nou nexe d'unió entre la zona centre i l'eixample. Este nexe farà possible la creació posterior del barri de Santa Rosa.
La construcció del Pont de Sant Jordi el 1931 que s'alça sobre el riu Riquer, va ser tota una revolució urbanística per a Alcoi, ja que va comportar el desenvolupament en la zona de l'Eixample d'una àrea urbana nova que va permetre en el primer terç del segle xx fer créixer la ciutat més enllà dels límits tradicionals.

## Cronologia

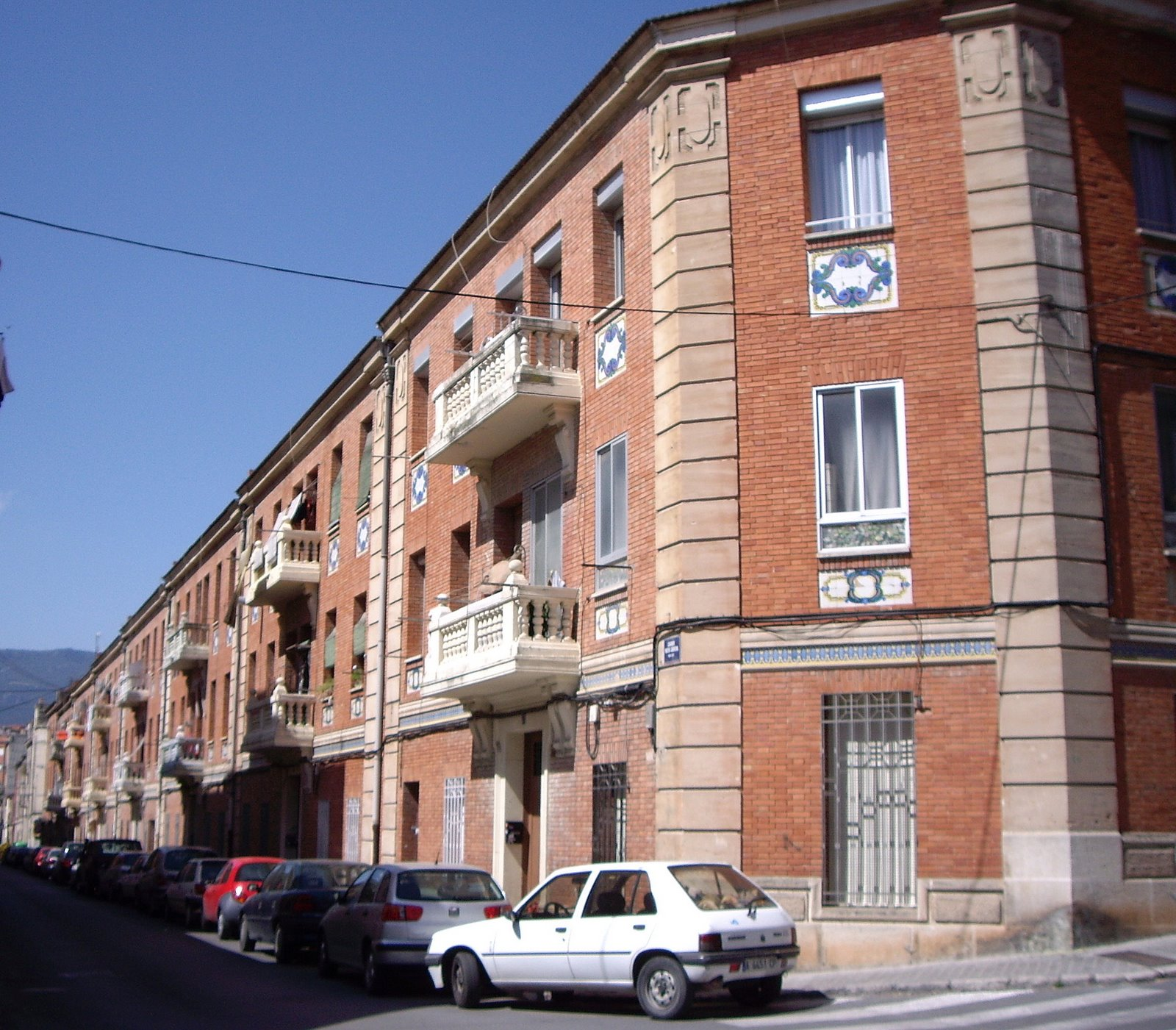
Les casetes roges

Entre 1929 i 1931 es construïxen les casetes roges. En els primers anys dels anys trenta és la Cooperativa Espanyola de Cases Barates "Pablo Iglesias", qui pren la iniciativa en crear edificis per als obrers.
Després de la guerra civil apareix la tercera zona de l'eixample per iniciativa municipal en zones de poc interés urbanístic privat. Es creen el grup d'habitatges de Sant Roc de 1941 amb 104 habitatges i Sant Jordi, 1950, 88 habitatges al carrer Entença.
Dins del Pla General d'Ordenació Urbana de 1957 es creen els habitatges de la Uxola, en lo que eren antigues terres de cultiu, ja en zones molt apegades a la serra. Entre la fi dels anys seixanta i els anys setanta la iniciativa privada va ocupar ràpidament el barri. Als anys 1981 i 1989 pràcticament s'acaben d'utilitzar els terrenys on és possible edificar en les zones de l'Horta Major-les Llometes. El barri és modèlic en quant està traçat sobre una plantilla completament rectangular, a pesar de la seua orografia en constant pendent.

## Edificis
Les edificacions més antigues del barri es troben en els voltants del Pont de Sant Roc i de la partida dels Tints, car eren l'entrada natural al nou barri. D'aquesta època (abans 1925) queden algunes indústries i, sobretot, alguns xalets sumptuosos, utilitzats pels empresaris alcoians per al seu retir, prop i lluny d'Alcoi.
Els més coneguts són:
- La Residència Comarcal El Teix que atén a xiquets i adolescents amb problemes familiars greus. Als inicis del segle xx, l'industrial alcoià Carlos Pérez va construir l'edifici, conegut en el seu moment com a Xalet de Carlos Pérez, i que després de la Guerra Civil Espanyola va passar a ser una llar-escola, que amb el nom de la Mare de Déu del Miracle atenia a cent xiquetes amb dificultats familiars. El centre va pertànyer inicialment a l'Auxili Social. D'aquella època es va fer famós l'apel·latiu de la Gota de la Leche. En 1982 es va transferir a la Generalitat Valenciana, encarregant-se de la seua gestió a la Direcció General de Servicis Socials de la Conselleria de Benestar Social.
- El xalet d'Antonio Vicens. Seu d'UGT (Alcoi).

### Les Cases Roges
Entre 1929 i 1931 es construeix un barri de cases barates a càrrec de la Caixa de Previsió Social del Regne de València i amb el fons del Retir Obrer promogut per José Maluquer i amb la intervenció de l'arquitecte valencià Enric Viedma Vidal. si bé el projecte no es va desenvolupar totalment.
Les façanes són planes de rajola vista i manises sota les finestres i formant una sanefa a la planta baixa, també els vestíbuls de les cases són de manises. El basament i les pilastres són de pedra i els balcons se situen sobre les portes d'accés amb balustres i decoracions de boles.

## Estadístiques
El barri té 13.294 habitants, un 20,90% de la població, sent el tercer més habitat. Actualment és travessat per la N-340 direcció Barcelona pel Passeig de l'Albereda i pel carrer Na Saurina d'Entença direcció Cadis.